# Pray (Olaszország)
Pray (piemontiul: Praj) település Olaszországban, Piemont régióban, Biella megyében. Lakosainak száma 1999 fő (2023. január 1.). Pray Caprile, Valdilana, Coggiola, Crevacuore, Curino és Portula községekkel határos.

## Népesség
A település lakossága az elmúlt években az alábbi módon változott:
| Lakosok száma | 2161 | 2129 | 1999 |
|               | 2017 | 2018 | 2023 |